# Archie Ryan
Archie Ryan (* 16. November 2001 in Wicklow) ist ein irischer Radrennfahrer.

## Sportliche Laufbahn
Archie Ryan begann im Alter von 12 Jahren gemeinsam mit seinem Zwillingsbruder Will beim Bray Wheelers Cycling Club mit dem Radsport. Als Junior fuhr er für die baskische Gaursa La Tostadora Mannschaft und das britische Team Zappi. Im Alter von 16 Jahren belegte er bei den irischen Cyclocross Meisterschaften den zweiten Platz in der Klasse der Junioren. Auf der Straße wurde er im Jahr 2019 irischer Vizemeister der Junioren im Straßenrennen und Einzelzeitfahren.
Im Jahr 2020 wechselte Ryan zum Jumbo-Visma Development Team, wurde Siebter der Bałtyk-Karkonosze Tour und Achter der Ronde de l’Isard. Aufgrund einer Knieverletzung verpasste er den Großteil der Saison 2021, ehe er die Tour de l’Avenir 2022 als Gesamtvierter beendete. Bei der Slowakei-Rundfahrt erhielt er seinen ersten Einsatz im UCI WorldTeam Jumbo-Visma und konnte mit der dritten Etappe sein erstes internationales Rennen in der Elite-Klasse gewinnen. Als Gesamtsechster gewann er zudem die Nachwuchswertung der Rundfahrt. Am Ende der Saison ging er neuerlich bei der Ronde de l’Isard an den Start, bei der er nach einem Sieg im Mannschaftszeitfahren eine Bergankunft gewann und achter der Gesamtwertung wurde. Aufgrund einer neuerlichen Knieverletzung verpasste er die erste Saisonhälfte des Jahres 2023 und bestritt sein erstes Rennen erst kurz vor der Tour de l’Avenir, bei der er eine Bergankunft am Col du Mont Cenis gewann. Im Herbst siegte er bei der Coppa Città di San Daniele und wurde Zweiter bei Il Piccolo Lombardia.
Obwohl Archie Ryan für die Nachwuchsmannschaft des Team Jumbo-Visma gefahren war, unterschrieb er im Jahr 2024 bei der EF Education-EasyPost Mannschaft seinen ersten UCI-WorldTeam-Vertrag. Bei der Settimana Internazionale Coppi e Bartali gewann er im März eine Etappe und wurde als bester Nachwuchsfahrer Zweiter der Gesamtwertung.

## Erfolge
2022
- eine Etappe und Nachwuchswertung Slowakei-Rundfahrt
- zwei Etappen Ronde de l’Isard

2023
- eine Etappe Tour de l’Avenir
- Coppa Città di San Daniele

2024
- eine Etappe un Nachwuchswertung Settimana Internazionale Coppi e Bartali